# Gyo-dong, Gangneung
Gyo-dong (koreanska: 교동) är en stadsdel i den centrala delen av Gangneung i provinsen Gangwon i den nordöstra delen av Sydkorea, 170 km öster om huvudstaden Seoul.
I Gyo-dong ligger Gangneungs järnvägsstation och fotbollsarean Gangneung Stadium.

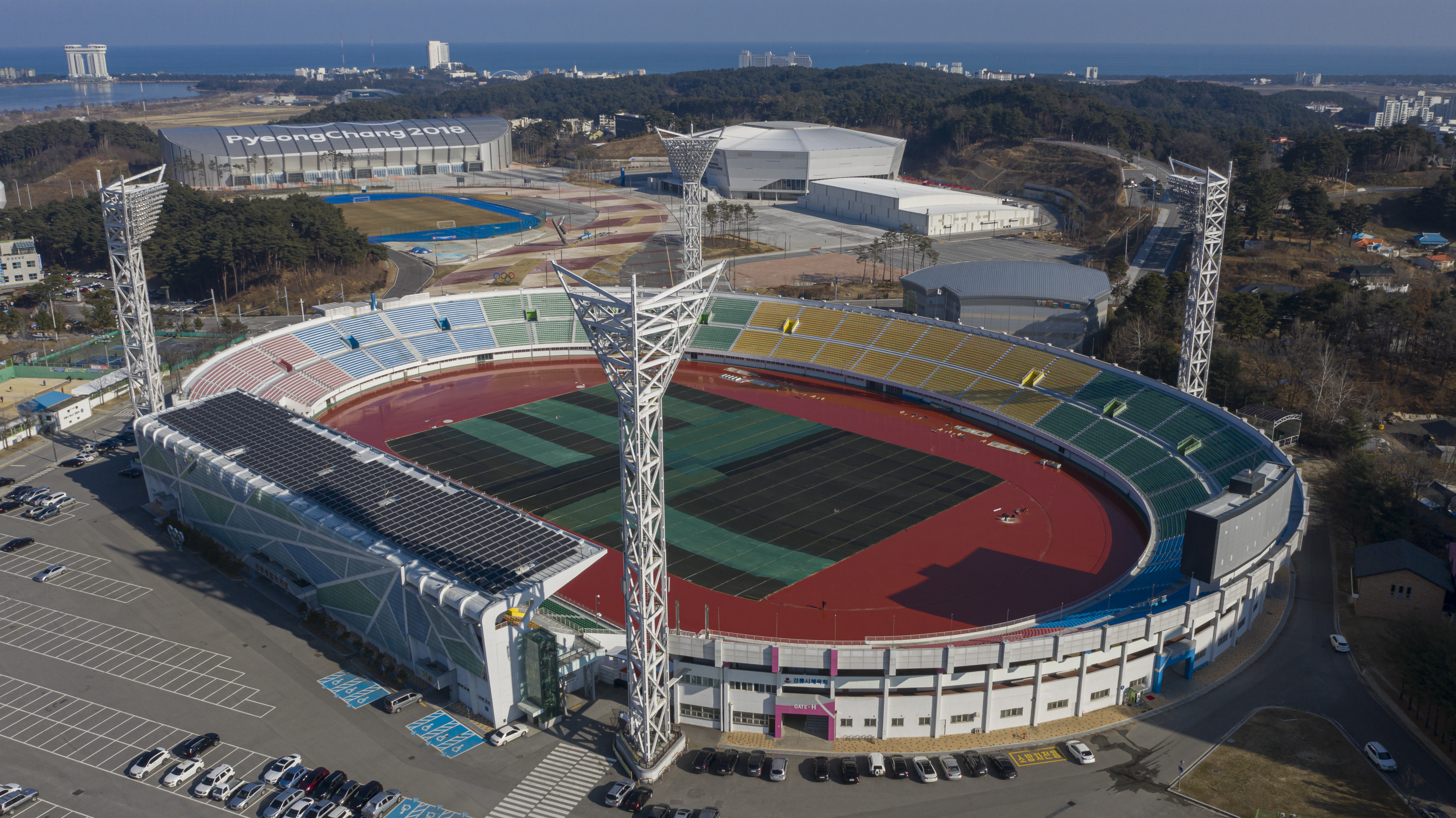
Gangneung Stadium

## Indelning
Administrativt är Gyo-dong indelat i:
| Namn  | Namn           | Yta i km² | Invånare 31 dec 2018 |
| ----- | -------------- | --------- | -------------------- |
| 교1동 | Gyo 1(il)-dong | 2,73      | 27 236               |
| 교2동 | Gyo 2(i)-dong  | 2,57      | 8 284                |